# Povstání střeleckých pluků (1682)
Povstání střeleckých pluků 1682 označuje krvavé události z léta 1682, ke kterým došlo v ulicích Moskvy za účasti střeleckých pluků, moskevských vojenských jednotek. Vedlo k nastolení Žofie Alexejevny jako regentky za nezletilé careviče Ivana V. a Petra I. a poukázalo na nutnost zřídit v Rusku stálou armádu podléhající carovi.

## Počátky a organizace střeleckých pluků
Historie střelců či střeleckých pluků sahá do počátku 50. let 16. století, kdy byli koncentrováni do streleckých izeb. Tato organizační jednotka však s rostoucím počtem vojenských operací cara Ivana Hrozného postupně přestávala stačit a armádu bylo nutné centralizovat. V průběhu 50. let 16. století tak vznikaly nové centrální úřady – prikazy, které nahradily původní izby.
První prikazy čili úřady se tedy týkaly armády, nejdůležitější oblasti správy říše. Vznikl úřad vojenských záležitostí (razrjadnyj), který rekrutoval a evidoval vojáky, a který byl jakýmsi generálním štábem moskevské armády, a úřad pozemkového majetku (poměstnyj), který přiděloval pozemkový majetek jako odměnu za vojenskou službu. Pro naše téma je však klíčový úřad střelecký (streleckyj), jehož vznik prameny kladou do roku 1571.
V čele každého střeleckého pluku stál plukovník (golova), jemuž podléhali půlplukovníci (pětisetníci), setníci, padesátníci a desátníci. Ačkoliv střelci jako jediní tvořili jádro stálé armády, která v Rusku tehdy ještě nebyla konsolidována, nebyli profesionálními vojáky, ale různými řemeslníky či drobnými obchodníky. Za svou službu dostávali nepravidelně vyplácený žold, který navíc nebyl příliš vysoký a mnohdy je o něj obrali jejich nadřízení. Nemuseli však ze svých živností odvádět daně a nádavkem mohli ve městě, kde sloužili, vlastnit dům. Střelci obvykle sídlili ve městech, kde vykonávali strážní službu, v oddělených částech, zvaných "střelecké svobody". V celé zemi jich v 17. století působilo na 60 000. V samotné Moskvě existovalo 20 střeleckých pluků, které v roce 1681 čítaly 22 452 střelců.
Povinnosti bránit zemi či urovnávat vnitřní nepokoje je odváděly do různých koutů země a jejich živnost či obchod to mohlo snadno ohrozit. Střelecká služba se chápala jako celoživotní a dědičná. Přestože příslušníci střeleckých pluků nebyli po finanční stránce příliš zajištěni, toto „řemeslo“ jim poskytovalo přece jen jakési základní existenční zázemí a také již uvedené benefity.
Nespokojenost střelců přesto narůstala. K zadržování žoldu nadřízenými přibylo úplatkářství a nucené práce na statcích velitelů pluků. Na stížnosti a prosby reagoval velitel moskevských střelců kníže Dolgorukij tvrdými represivními opatřeními. Uvedené nešvary, ublíženost z nespravedlivých trestů a současně stávající problémy nejednotné vlády vedly ke střelecké účasti na vládním převratu roku 1682.

## Povstání střeleckých pluků 1682
Ochota střelců podílet se na vládním převratu vycházela z iniciativy Miloslavských vyhovět všem střeleckým požadavkům a také z vědomí, že v době zmatečné neujasněnosti na nejvyšších vládních místech nebudou za vzpouru potrestáni.
Smrtí cara Alexeje Michajloviče roku 1676 vyvrcholilo dlouholeté soupeření rodu Miloslavských s rodem Naryškinových. Carovou první manželkou byla Marie Iljinična Miloslavská, která zemřela při porodu čtrnáctého dítěte. Zanechala carovi dva následníky trůnu – Fjodora Alexejeviče a Ivana Alexejeviče, který byl tělesně i duševně poněkud indisponován. Prázdné místo po carově boku obsadila Natálie Kirillovna Naryškinová, která carovi porodila dalšího následníka trůnu Petra Alexejeviče. Po Alexejově smrti nastoupil vládu jeho nejstarší syn a pretendent Miloslavských Fjodor (toho jména III.). Nevládl však dlouho, roku 1682 zemřel, aniž by určil svého nástupce.
Komplikovanou situaci vyřešil patriarcha Joakim a nechal bojary hlasovat, zda se novým carem má stát slabý Ivan či nezletilý Petr. Zdravím a energií překypující Petr neměl v Ivanovi žádnou konkurenci, a tak byl carem vyhlášen Petr a s ním se k moci na úkor Miloslavských dostali Naryškinové. S tím se ovšem nehodlala smířit Žofie Alexejevna, dcera zesnulého cara Alexeje a Marie Miloslavské, velmi inteligentní, nebezpečná a intrikující žena toužící po moci. Právě ona zlákala střelce na svou stranu, nalhala jim, že zesnulý car Fjodor III. byl otráven a že zrádci se chystají zaútočit i na carskou rodinu; v půli května 1682 se navíc Moskvou šířila zpráva, že carevič Ivan byl uškrcen Naryškinovými.
Střelci vyrazili do Kremlu, kde na vlastní oči spatřili oba careviče, Ivana i Petra, takže původní záminka k povstání pominula a střelci zaváhali. Ovšem povstání už nešlo zastavit. Na tom, že se rozhořelo, měl podíl Michail Jurjevič Dolgorukij, nepříliš oblíbený zástupce velitele střelců, nedůstojná kopie svého velikého otce, který se pokoušel energickými příkazy a hrozbami krutých trestů přimět povstalce k rozchodu, což vzhledem k jeho neoblíbenosti mělo přesně opačný efekt. Kníže Dolgorukij byl brutálně roztrhán na kusy kopími střelců, kteří vycítili, že se stali pány situace. Zadrželi carskou rodinu v Kremlu a požadovali, aby jim byli vydáni údajní zrádci podle seznamu vypracovaného Miloslavskými. Na jejich žádost jim byl vydán mladší bratr Natálie Naryškinové a strýc Petra I. Ivan Kirillovič Naryškin, kterého mocí opilí a zaslepení střelci krutě umučili. Domnívali se, že tak očistili dvůr od zrádců, zastavili údajné spiknutí a pomstili údajnou otravu Fjodora III., a proto nyní uplatňovali nárok na odměnu za zásluhy, na jejíž vyplacení byla vypsána mimořádná daň a na mince bylo roztaveno kremelské stříbrné nádobí.
V této době byli již střelci sebevědomou vrstvou armády. Původní skromné podmínky, za nichž svou službu vykonávali, nahradila touha po snadném zisku a víc než na obranu města hleděli na uspokojení vlastních zájmů. Postupně získávali dojem, že se vláda obává proti nim zakročit a cítili se být nepřemožitelnými, o čemž svědčí jejich odvaha zahubit své nadřízené – knížete Dolgorukého, a bojara Artamona Matvějeva, přítele Natálie Naryškinové i celé její rodiny, který se vrátil z vyhnanství do Moskvy, aby jí pomohl ujmout se vladařských povinností. Byl natolik schopný uklidnit střelce v jejich krvelačném běsnění, že musel být rychle odstraněn. Střelci se rychle měnili z ochránců pořádku a bezpečí v sadistické rváče a opilce. Považovali se za pány Moskvy a na „věčnou paměť“ svých záslužných činů se domáhali postavení pamětního sloupu se jmény zavražděných a jejich proviněními.

## Chovanština
Žofie Alexejevna záhy pochopila, že se na loajalitu střelců nemůže spolehnout. Příliš dobře věděla, že tak jako střelci zúčtovali s Naryškiny, mohou se stejně rychle vypořádat s Miloslavskými. Jak již bylo řečeno, střelci se proměnili v soldatesku pasionátů, osob ochotných jít za vytyčeným cílem jakoukoliv cestou, a jako takoví představovali hrozbu a bezpečnostní riziko pro všechny, kdo jim mohli stát v cestě. Proto bylo nutné domýšlivého a ambiciózního nového velitele střelců knížete Ivana Chovanského odstranit a zároveň si podmanit oportunistické střelce.
Podobně si svou vratkou pozici uvědomoval i Chovanský. Jeho vojáci jej sice uznávali a byl mezi nimi oblíbený, protože jim nijak nebránil v dosažení jejich cílů a dokonce ještě povzbuzoval jejich nespokojenost s vládou, ale nemohl se spoléhat na Žofiinu přízeň. Střelci se pokusili upevnit vydobyté pozice oslabením pozic bojarů tím, že osvobodili jejich čeleď.
Rostoucí nebezpečí se Žofie rozhodla vyřešit útěkem do bezpečí Trojicko-Sergijevského kláštera pod záminkou návštěvy poutních míst. Aby nijak nevzbudila podezření, vzala s sebou i oba careviče a všechny své sestry. Z Kolomenského, vesničky na okraji Moskvy, přikázala Chovanskému, aby poslal k ochraně carů stremennyj pluk, nejspolehlivější ze střeleckých pluků. Název stremennyj byl odvozen od stremeně - řemení sedla carova koně, u něhož držel stráž při slavnostech i v boji některý ze střelců. Časem se ze střelců stojících při stremeni vyvinula osobní carova garda.
Z bezpečí kláštera obeslala šlechtickou domobranu, apelovala na bojarskou dumu, jak skoncovat s Chovanským a se všemi, kdo popouzejí střelce k neposlušnosti. To vše kvůli údajné ochraně a bezpečí carů. Žofie pak lstí vylákala Chovanského do Trojicko-Sergijevského kláštera a cestou jej nechala zadržet. V září 1682 pak byl i se synem Andrejem popraven. Po návratu druhého syna popraveného knížete Chovanského do Moskvy se střelci vzbouřili a obsadili Kreml. Jejich vzpoura však neměla dlouhé trvání. V tichosti Kreml opustili, přísahali věrnost carům a prosili o stržení pamětního sloupu na náměstí.
Na počátku listopadu 1682 se Žofie vrátila z kláštera a odebrala střelcům veškeré získané výsady. Podle Gumiljova střelce vyděsil aspekt možné války se šlechtickou hotovostí a rozhodnost regentky Žofie. Jako jejich nový velitel byl dosazen Žofiin spojenec Fjodor Šaklovitý, který nastolil v střeleckých řadách pevný řád. Období divoké nespoutanosti střeleckých pluků, označované po tehdejším veliteli Chovanském jako chovanština, skončilo.
Nyní měla Žofie otěže vlády pevně v rukou. K moci se dostala díky nestálosti střeleckých pluků, které poté potrestala, a proto s jejich podporou napříště počítat již nemohla.
Krutost střeleckého povstání ovlivnila i Petra. Jako desetiletý chlapec musel přihlížet bezuzdnému vraždění a atmosféra strachu, v níž ono léto žil, jej poznamenala na celý život. Ihned po svém nástupu na carský trůn se se střelci, k nimž nechoval důvěru, vypořádal.

## Petrův nástup na trůn
Když se Petr v lednu 1689 oženil a jeho manželka Jevdokije záhy po sňatku otěhotněla, začala se carevna-regentka právem obávat o trůn, neboť tím byl podán důkaz o Petrově schopnosti ujmout se vlády.
Nezůstala proto dlužna nic své intrikářské minulosti a na tajných schůzkách se svým stoupencem Fjodorem Šaklovitým a několika málo střelci zkoušela vyjednat jejich účast na smrtelné "nehodě" mladého careviče. Ovšem muži, kteří před sedmi lety řádili v ulicích Moskvy, už byli z města odsunuti a nové rebelii chyběla pádná záminka. Kolem trůnu se již neshromažďovali údajní zrádci a Petr dospěl ve schopného mladého muže. Žofie však ještě nehodlala složit zbraně. Opět byl nalezen list, podle něhož měli být Miloslavští – Ivan V. a jeho sestry včetně Žofie – zabiti Petrovými vojáky. Nyní se však střelečtí důstojníci do Žofiiných pletich odmítli zaplést. Přiklonili se na stranu Petra, do jehož vlády vkládali větší naděje. Tentokrát se Petr o povstání dozvěděl s předstihem a stačil ještě narychlo uprostřed noci odjet do bezpečí mocného Trojicko-sergijevského kláštera, kam se za ním sjeli velmoži, vojáci, jeho matka s manželkou a členové bojarské dumy. Počátkem září Žofie uznala svůj pád a uposlechla Petrova rozkazu, aby odešla do Novoděvičího kláštera. Pokus o převrat si vyžádal životy Fjodora Šaklovitého a tří střelců. Ač padlo při výsleších mnoho jmen, Petr se obával poštvat proti sobě obě strany. Jeho pozice ještě nebyla dostatečně ukotvena, a tak se většího krveprolití protentokrát vzdal.
Několik počátečních let své vlády mohl Petr žít bez obav ze střelců. Zlom nastal v roce 1696/1697, kdy se Petr chystal odjet do Evropy. Bývalý střelecký plukovník Ivan Cykler, sympatizant Žofie, a dva členové dumy Alexej Sokovinov a Fjodor Puškin osnovali spiknutí s cílem odpravit zahraničně orientovaného cara. V Cyklerovi car již léta tušil tichého Žofiina přívržence, a proto jej před svým odjezdem odvelel z Moskvy. Cykler neuposlechl a celá akce byla prozrazena. V březnu 1697 bojarská duma nařídila spiklence popravit.
Po zkušenosti s Cyklerem Petr obezřetně zakázal střelcům, kteří se právě nacházeli u Azova a Taganrogu, po dobu své nepřítomnosti návrat do Moskvy.

## Povstání střeleckých pluků 1698
Nedůvěra k moskevským střelcům, které pokládal za buřičské a domýšlivé staroruské kupecké vojáky, zakořeněná v Petrovi od léta 1682, vedla k tomu, že ve všem upřednostňoval svoje „potěšné“ vojsko. Střelci se nesměli vrátit domů od Azova a později od litevské hranice, jejich rodiny hladověly a jejich živnosti chátraly. Vyhrocenost situace nevyhnutelně vedla k dalšímu, tentokrát poslednímu, povstání střeleckých pluků z roku 1698.